# Haroldas
Haroldas ist ein männlicher litauischer Vorname, abgeleitet von Harold.

## Namensträger
- Haroldas Čyvas (* 1972), Volleyballspieler